# John Widdup Berry
 (mai 2023).
 (mai 2023).
Pour les articles homonymes, voir John Berry (homonymie).
John Widdup Berry, né en 1939 à Montréal,  est un psychologue canadien connu pour ses travaux dans deux domaines : les influences écologiques et culturelles sur le comportement et l'adaptation des immigrants et des peuples indigènes à la suite de contacts interculturels. Le premier domaine relève largement de la psychologie interculturelle, le second de la psychologie interculturelle.

## Éducation et carrière
Berry est né à Montréal en 1939. Il est diplômé de l'université Sir George Williams en 1963. Il obtient son doctorat à l'université d'Édimbourg en 1966.
Il travaille brièvement à l'université de Sydney avant de rentrer au Canada en 1969. Il a passé la majeure partie de sa carrière universitaire à l'université Queen's de Kingston jusqu'à sa retraite en 1999,.
Il a été chercheur en chef à la National Research University Higher School of Economics, à Moscou, en Russie, où il a travaillé sur des projets traitant des relations interculturelles et des identités culturelles en Russie et dans les anciennes républiques soviétiques.